# Live EP - From the O2
Live EP - From the O2 é um EP ao vivo da banda galesa de rock Manic Street Preachers, lançado pela Columbia Records em junho de 2014.
Gravado ao vivo na Arena O2 em 2011, o registro reúne quatro músicas, gravadas durante a turnê do álbum Postcards from a Young Man e da coletânea comemorativa National Treasures – The Complete Singles.

## Faixas
| N.º            | Título                                      | Compositor(es)                                                | Duração |  |
| 1.             | "Motorcycle Emptiness"                      | James Dean Bradfield, Richey Edwards, Nicky Wire e Sean Moore | 6:21    |  |
| 2.             | "Theme from M.A.S.H. (Suicide Is Painless)" | Johnny Mandel e Mike Altman                                   | 4:28    |  |
| 3.             | "Postcards from a Young Man"                | James Dean Bradfield, Nicky Wire e Sean Moore                 | 4:12    |  |
| 4.             | "You Stole the Sun from My Heart"           | James Dean Bradfield, Nicky Wire e Sean Moore                 | 4:28    |  |
| Duração total: | Duração total:                              | Duração total:                                                | 19:27   |  |

## Ficha técnica
- James Dean Bradfield - vocais, guitarras
- Sean Moore - bateria, percussão
- Nicky Wire - baixo, vocais